# Stadtkirche (Rosenfeld)

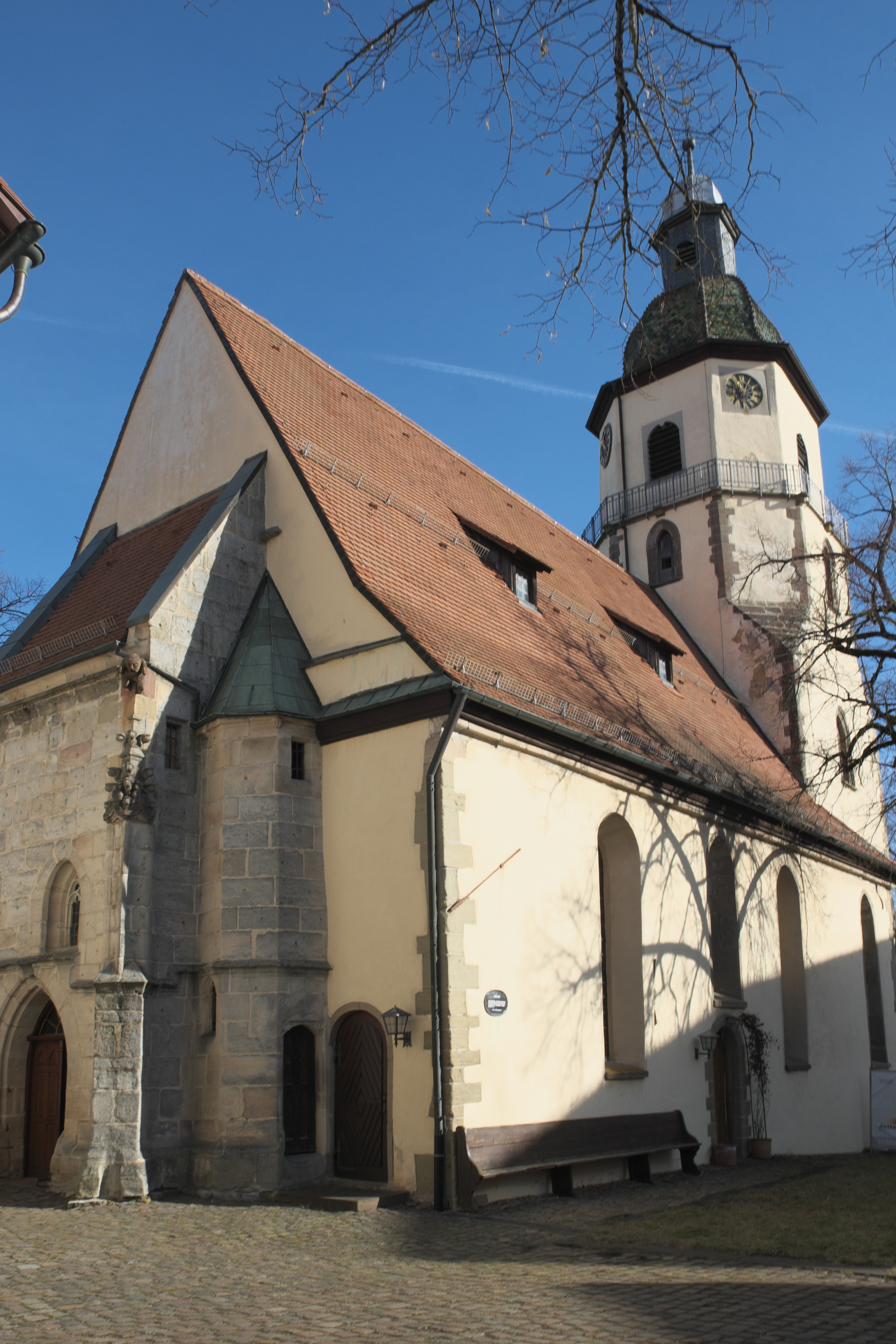
Evangelische Stadtkirche

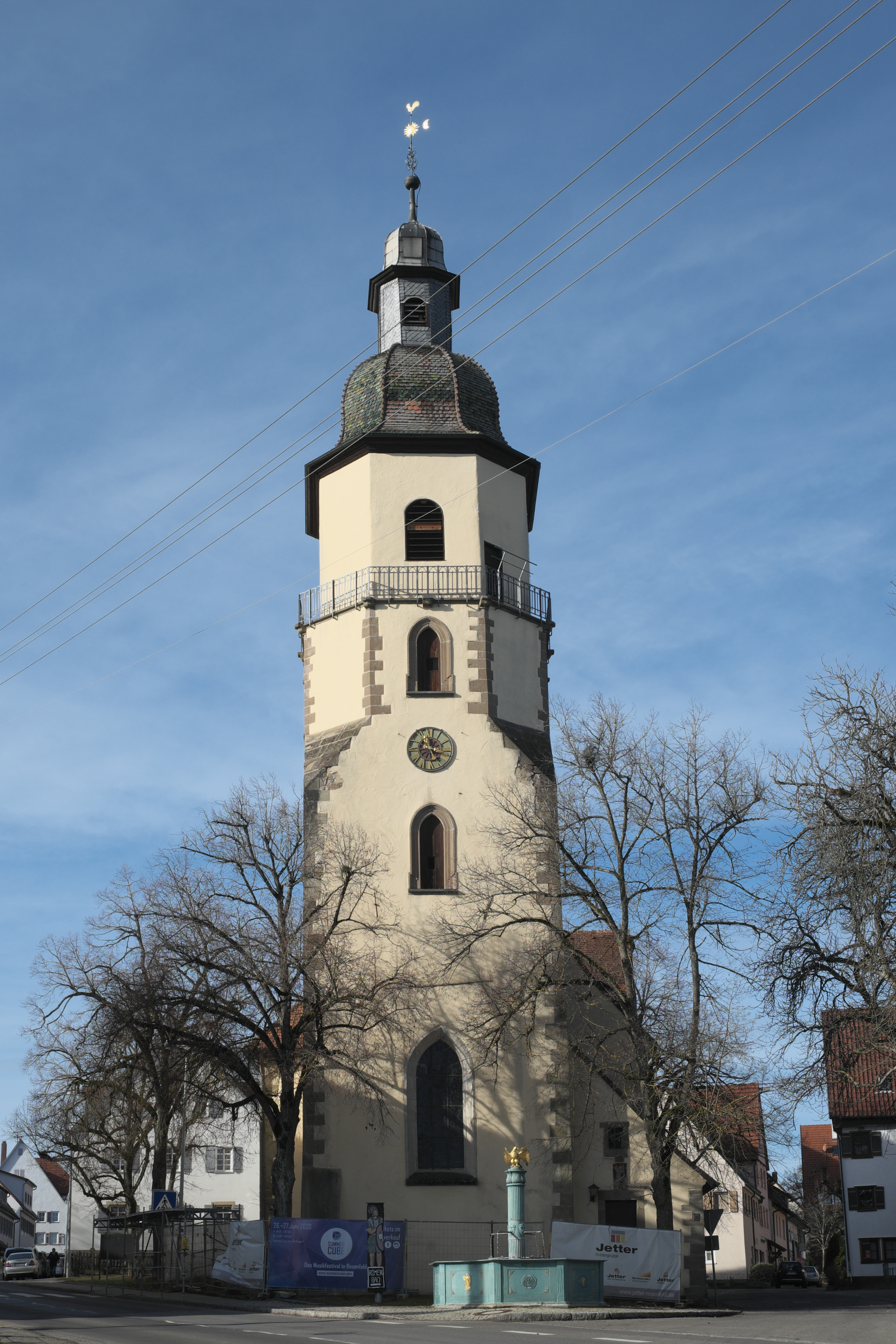
Chorturm

Die evangelische Stadtkirche in Rosenfeld, einer Stadt im Zollernalbkreis in Baden-Württemberg, ist ein gotischer Kirchenbau aus dem 14. oder 15. Jahrhundert. Die Kirche war ursprünglich eine römisch-katholische Filialkirche der Pfarrei Isingen mit dem Patrozinium Unserer Lieben Frau. Mit der Einführung der Reformation ab dem Jahr 1534 wurde sie evangelische Pfarrkirche.

## Geschichte
Im Jahr 1319 wird erstmals eine Kapelle in Rosenfeld genannt. Die Kirche Unserer Lieben Frau wird 1413 erstmals urkundlich erwähnt. Gegen Ende des 15. Jahrhunderts wurde die Kirche vergrößert, der Chor eingewölbt und die westliche Vorhalle, die mit der Jahreszahl 1496 datiert ist, angebaut. Im Jahr 1712 erhielt der Turm seinen oktogonalen Aufbau. Vermutlich wurde damals im Chor anstelle des Gewölbes eine Flachdecke eingezogen, die bei der Renovierung der Kirche in den Jahren 1947 bis 1955 wieder entfernt wurde.

## Architektur

### Chorturm
Der in seinem Grundriss viereckige Chorturm war ursprünglich mit einem Zeltdach gedeckt, wie ein Merianstich aus dem Jahr 1643 beweist. Die Jahreszahl 1712, das Datum seiner oktogonalen Aufstockung, ist in die Außenmauer eingemeißelt. Seitdem weist er eine Höhe von 34 Metern auf und wird von einer geschweiften Haube mit Laterne bekrönt.

### Portalvorhalle

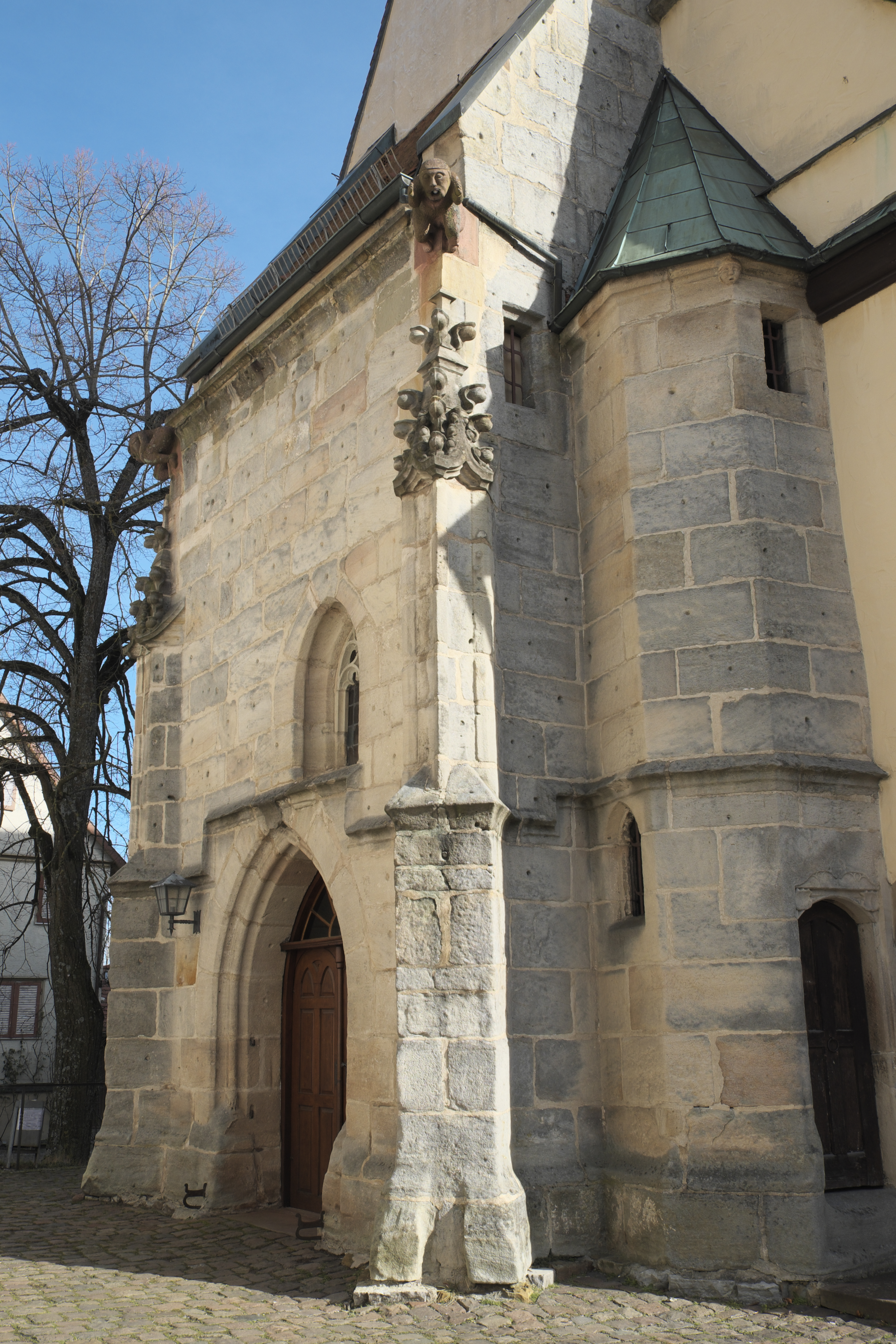
Westvorhalle

Die von einem Pultdach gedeckte, zweistöckige Portalvorhalle, auch als Paradies bezeichnet, stammt aus spätgotischer Zeit. Das obere Stockwerk, in dem früher das Kirchenarchiv untergebracht war, wird von einem Rippengewölbe mit Schlusssteinen überspannt. Auf einem Schlussstein ist das Rosenfelder Wappen eingemeißelt, auf dem anderen die Jahreszahl 1496. Das untere Stockwerk besitzt ein Netzrippengewölbe, auf dessen Schlusssteinen das Schweißtuch der Veronika und Handwerkerwappen (der Schuhmacherzunft und vielleicht der Metzger) dargestellt sind. Die Konsolen, auf denen die Gewölberippen aufliegen, sind mit Engeln und den Leidenswerkzeugen (Kreuz, Geißel und Geißelsäule, Dornenkrone und Nägeln) verziert. In der Mitte, unter dem Gewölbeansatz, ist eine Nische in die Wand eingeschnitten, die vermutlich für eine Heiligenfigur vorgesehen war. Die Nische wird von einem mit Kreuzblumen besetzten Baldachin bekrönt.

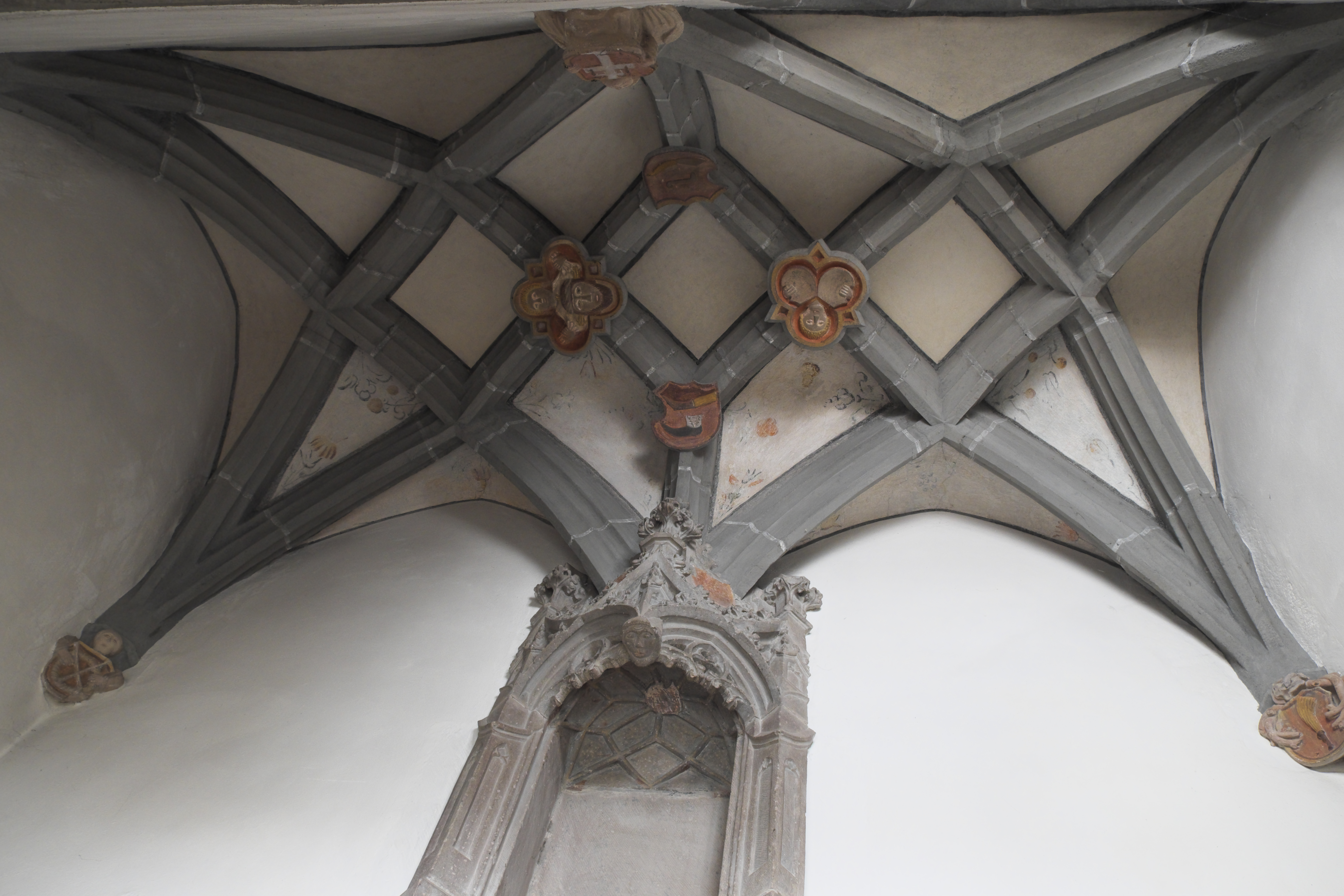
Gewölbe der Vorhalle
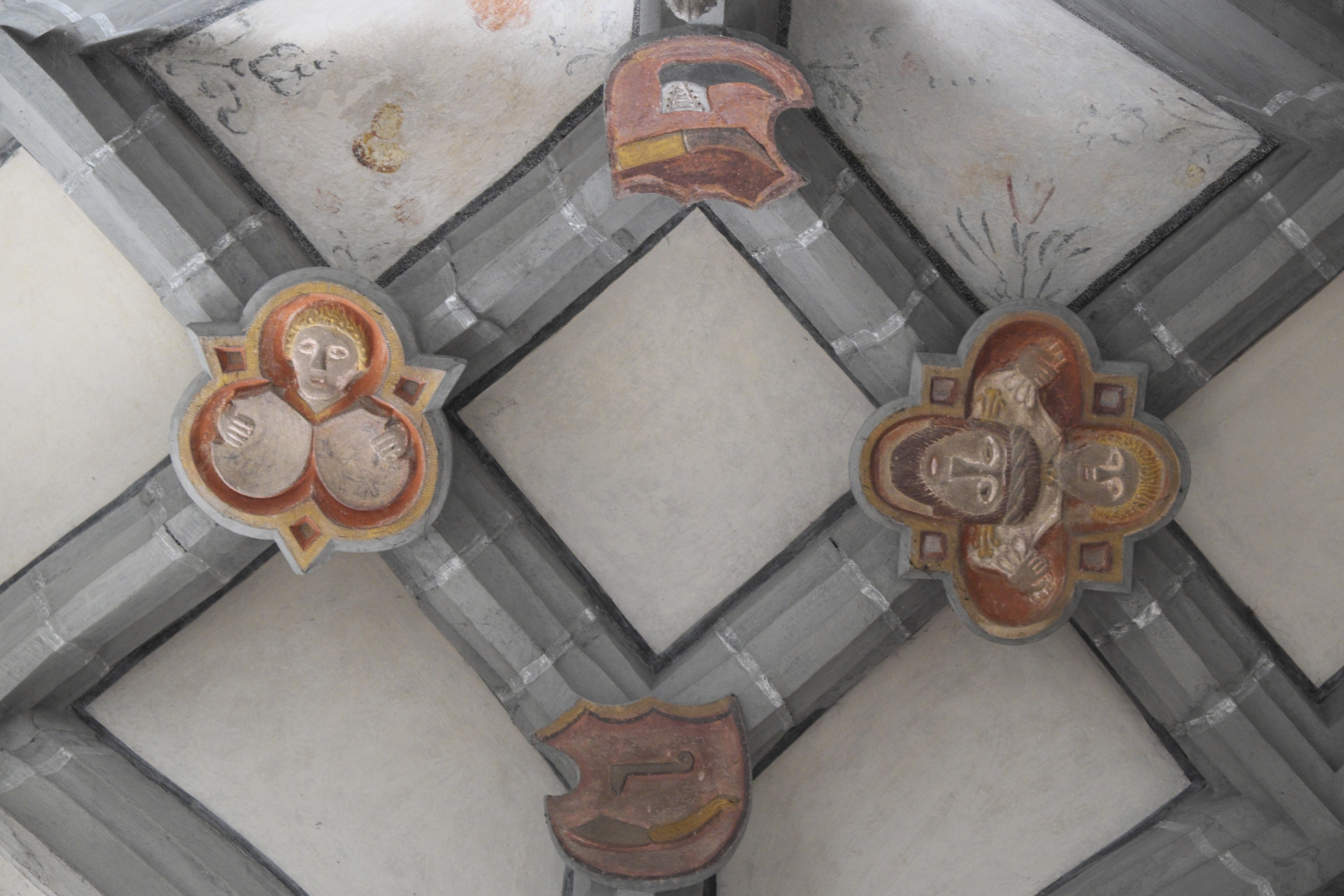
Schlusssteine
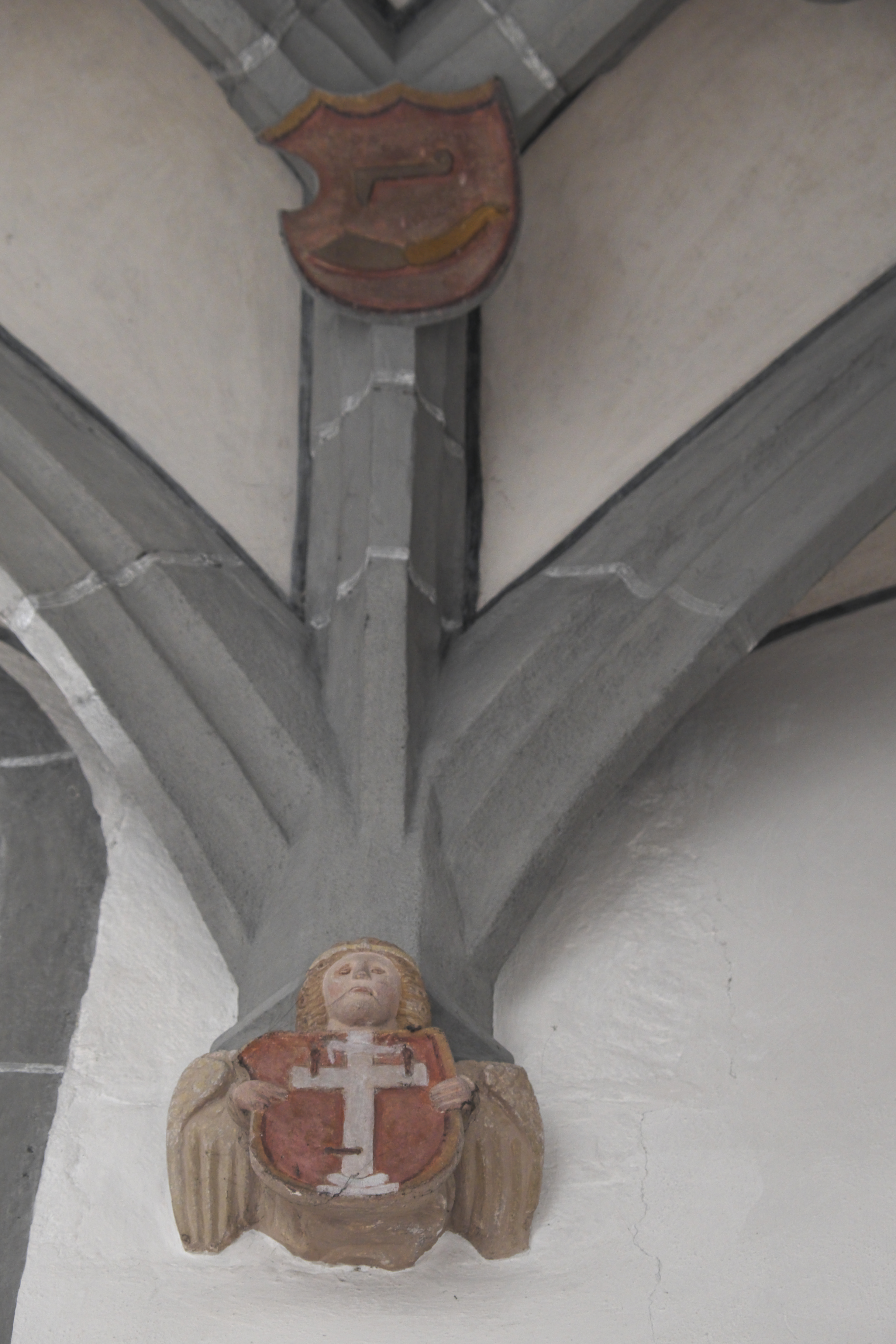
Konsole, Engel mit Kreuz

### Innenraum

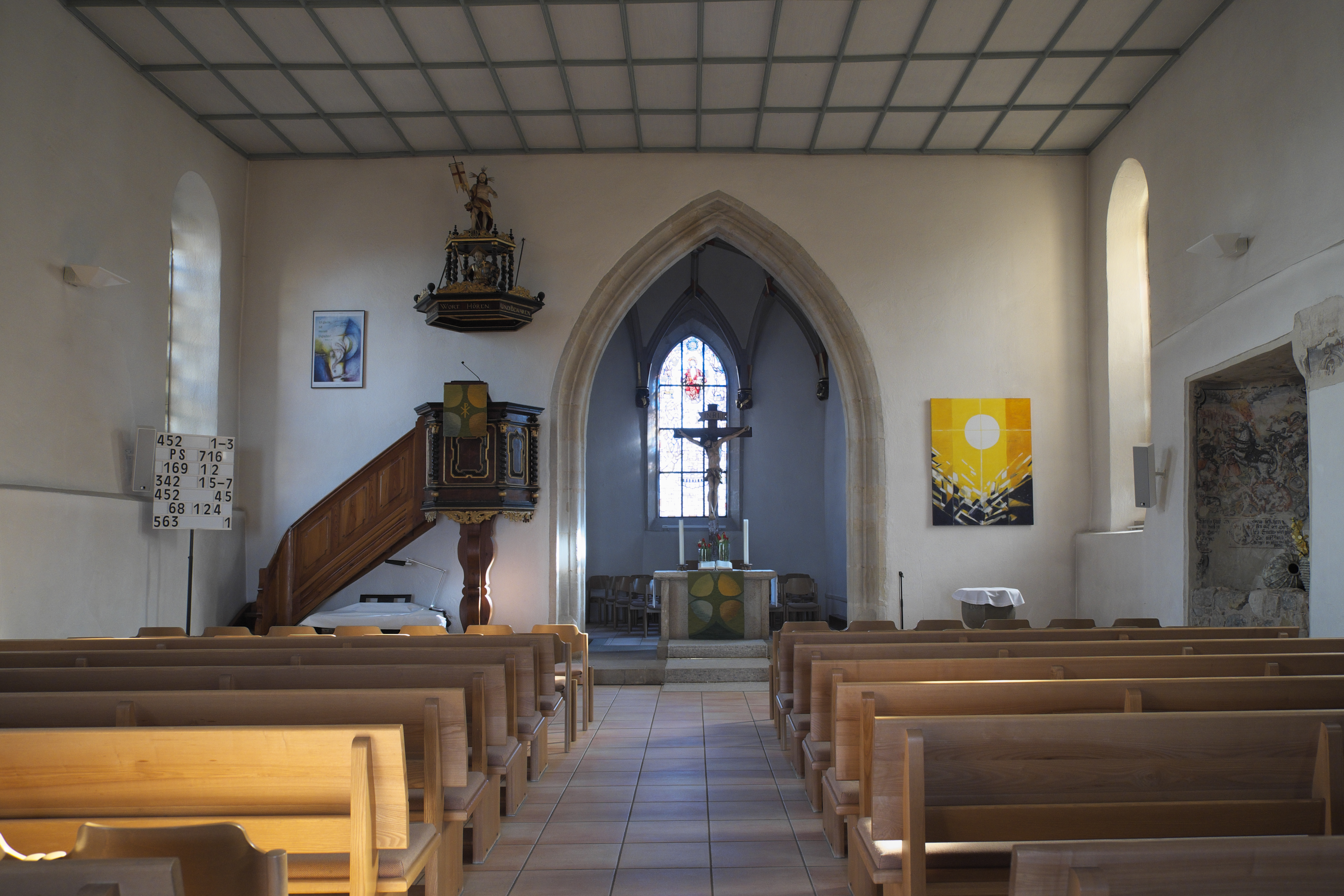
Innenraum

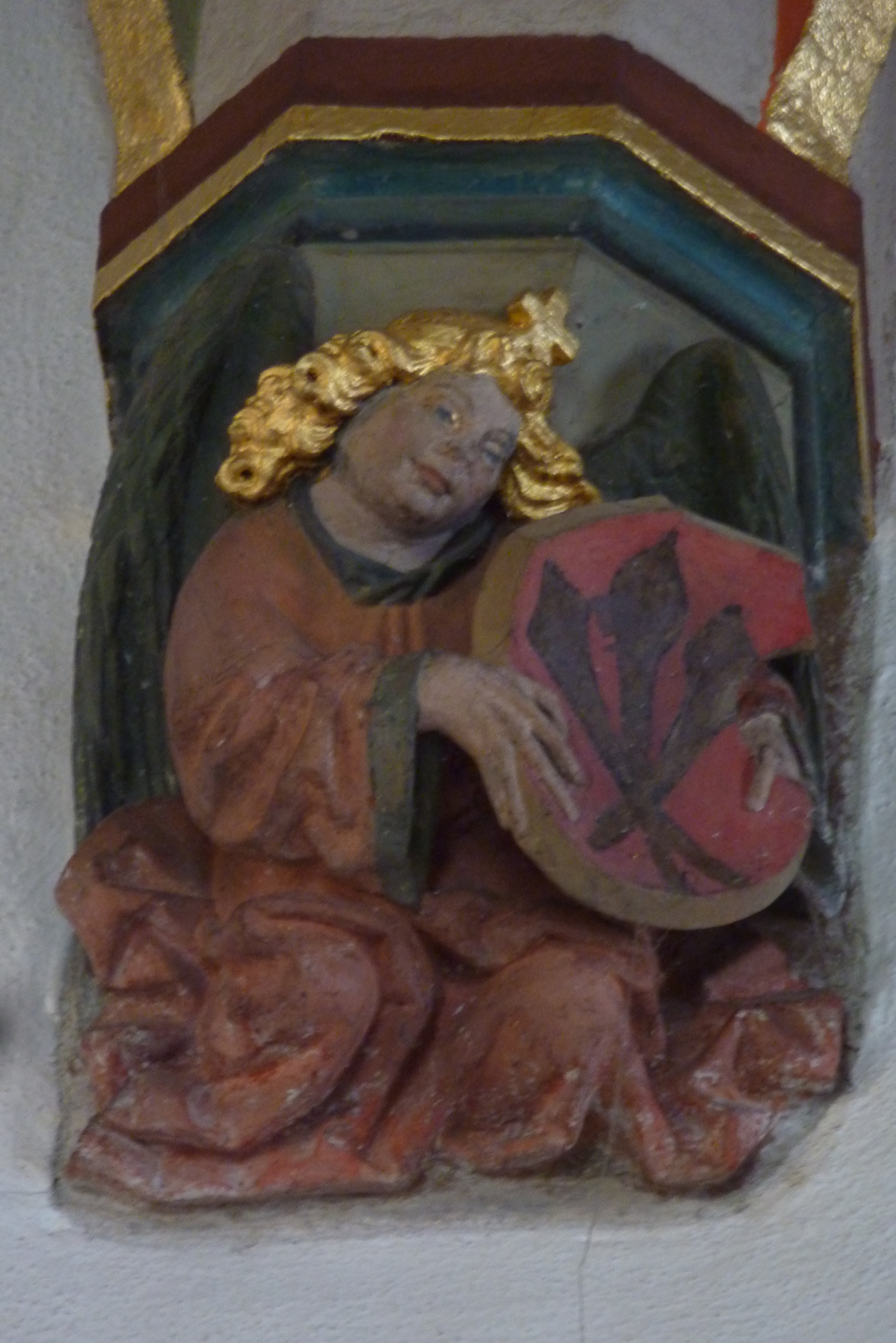
Konsole mit Engel

Das einschiffige Langhaus wird von einer flachen Holzdecke gedeckt. Der rechteckige Chor erhielt in den 1950er Jahren nach der Entfernung der wohl im 18. Jahrhundert eingezogenen Flachdecke ein dem Stil der Gotik nachempfundenes Gewölbe, das auf Eisentägern und einem Baustahlnetz aufliegt und dessen Rippen aus Stuck geformt sind. Die figürlich gestalteten Konsolen sind allerdings noch aus dem gotischen Kirchenbau erhalten. Auf ihnen sind Engel und Propheten mit Spruchbändern, Wappen und auch obszöne Szenen dargestellt. Das Bleiglasfenster im Chor wurde 1961 von Paul Kälberer geschaffen. Es ist dem Himmlischen Jerusalem gewidmet und zeigt oben Christus in der Mandorla umgeben von den Evangelistensymbolen und darunter Engel mit Posaunen.

## Wandmalereien

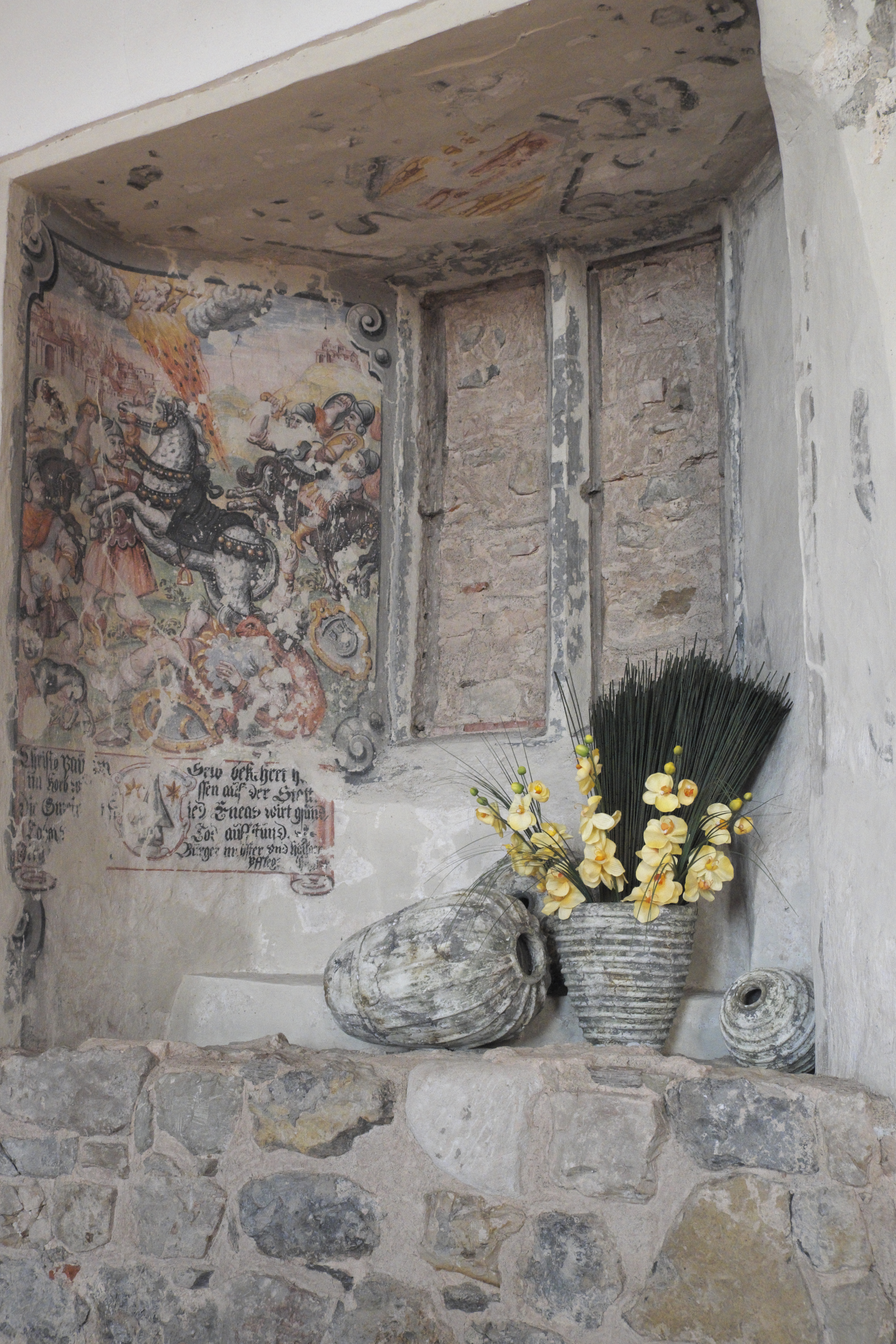
Nische mit Wandmalerei

Im Zuge der Renovierung der Kirche in den Jahren 1985 bis 1993 entfernte man die Empore an der Südseite des Langhauses und entdeckte dabei eine Fensternische mit Wandmalereien. Die Malereien sind mit einer nicht vollständig erhaltenen Inschrift versehen, aus denen das Entstehungsdatum, das Jahr 1645, und der vermutliche Stifter der Malereien, der Bürgermeister und Heiligenpfleger Jerg Harttenstein, hervorgehen. Bei den Malereien, die das Damaskuserlebnis, die Bekehrung des Saulus zum Apostel Paulus, schildern, handelt es sich um Seccomalerei. Die heute sichtbare Bemalung wurde nicht auf frischem Putz ausgeführt, sondern auf einer bereits vorhandenen, früheren Putzschicht, auf der eine vermutlich gotische Ausmalung aufgetragen ist. Die freigelegte Malerei wurde in ihrem ursprünglichen Zustand konserviert. Rechts von dieser Nische ist ein weiteres Fragment einer Wandmalerei erhalten, auf dem die Opferung Isaaks dargestellt ist.

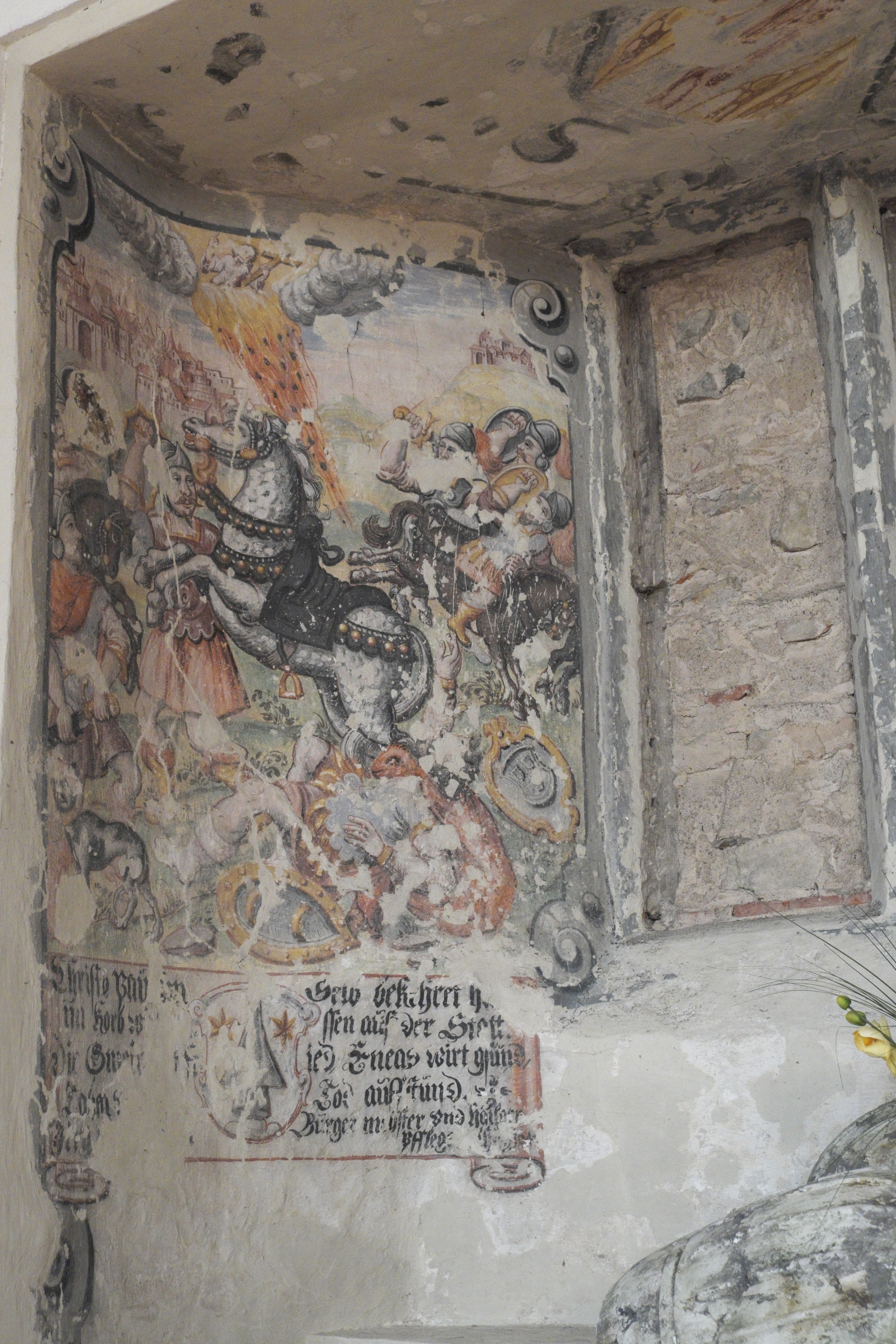
Bekehrung des Apostels Paulus
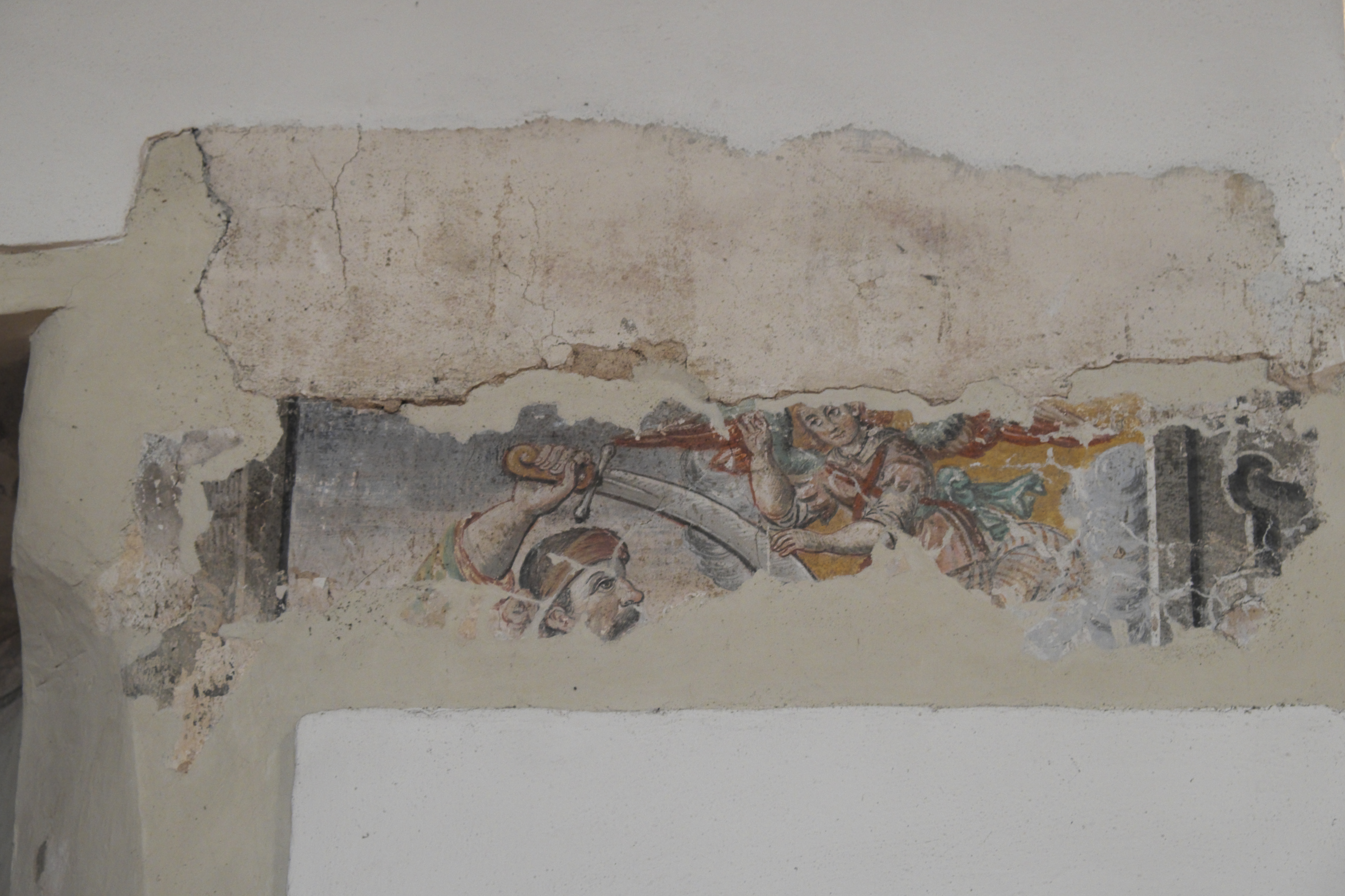
Opferung Isaaks

## Ausstattung

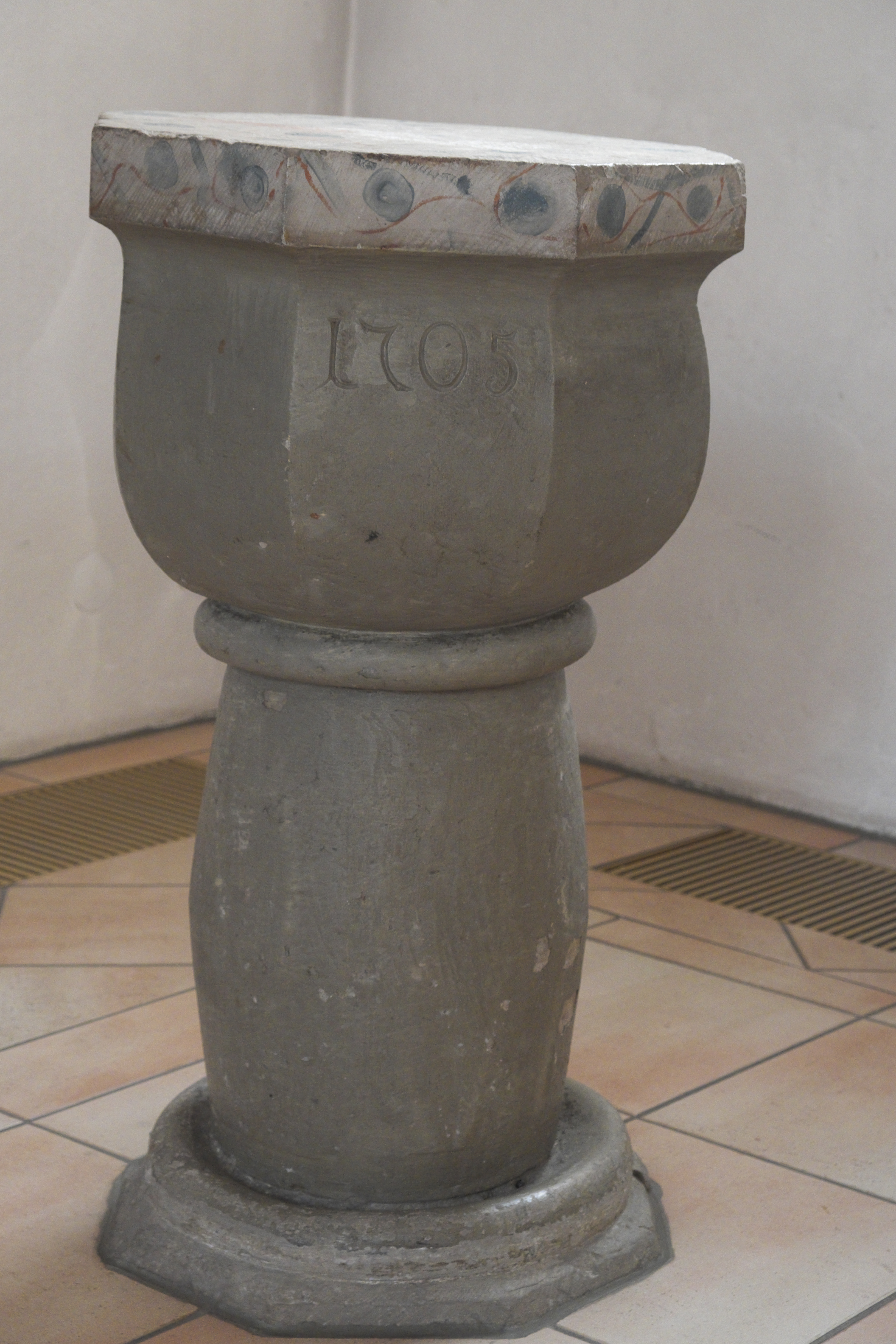
Taufbecken

- Auf dem Taufbecken ist die Jahreszahl 1705 eingemeißelt.
- Die Kirche besitzt vier Glocken, von denen drei nach dem Zweiten Weltkrieg eingebaut wurden. Die einzige Glocke, die den Krieg überstand, ist mit der Jahreszahl 1475 bezeichnet. Sie ist gleichzeitig das älteste Ausstattungsstück der Kirche.

## Grabsteine
An der Nordwand des Chors sind drei Grabsteine in die Wand eingelassen.
- Den Grabstein von Cäcilia von Breitenlandenberg († 1551) ließ ihr Schwager Hans Konrad von Frauenberg, der württembergische Vogt von Rosenfeld, aufstellen. In den Grabstein ist eine Nische mit der Liegefigur der Toten vertieft. Zu ihren Füßen kauert ein Löwe, an den Seiten sind Wappen dargestellt.
- Auf dem Grabstein von Hans Konrad von Frauenberg (1547–1574) ist das Todesjahr seines Vaters eingemeißelt („obiit pater 1531“), sein eigenes dagegen fehlt („obiit filius ...“). Der Verstorbene wird, von Wappen umgeben, in seiner Rüstung dargestellt, seine Füße ruhen auf einem Löwen.
- Der Grabstein von Ernst von Frauenberg († 1612) ist mit großen Wappen und einer Inschrift versehen.

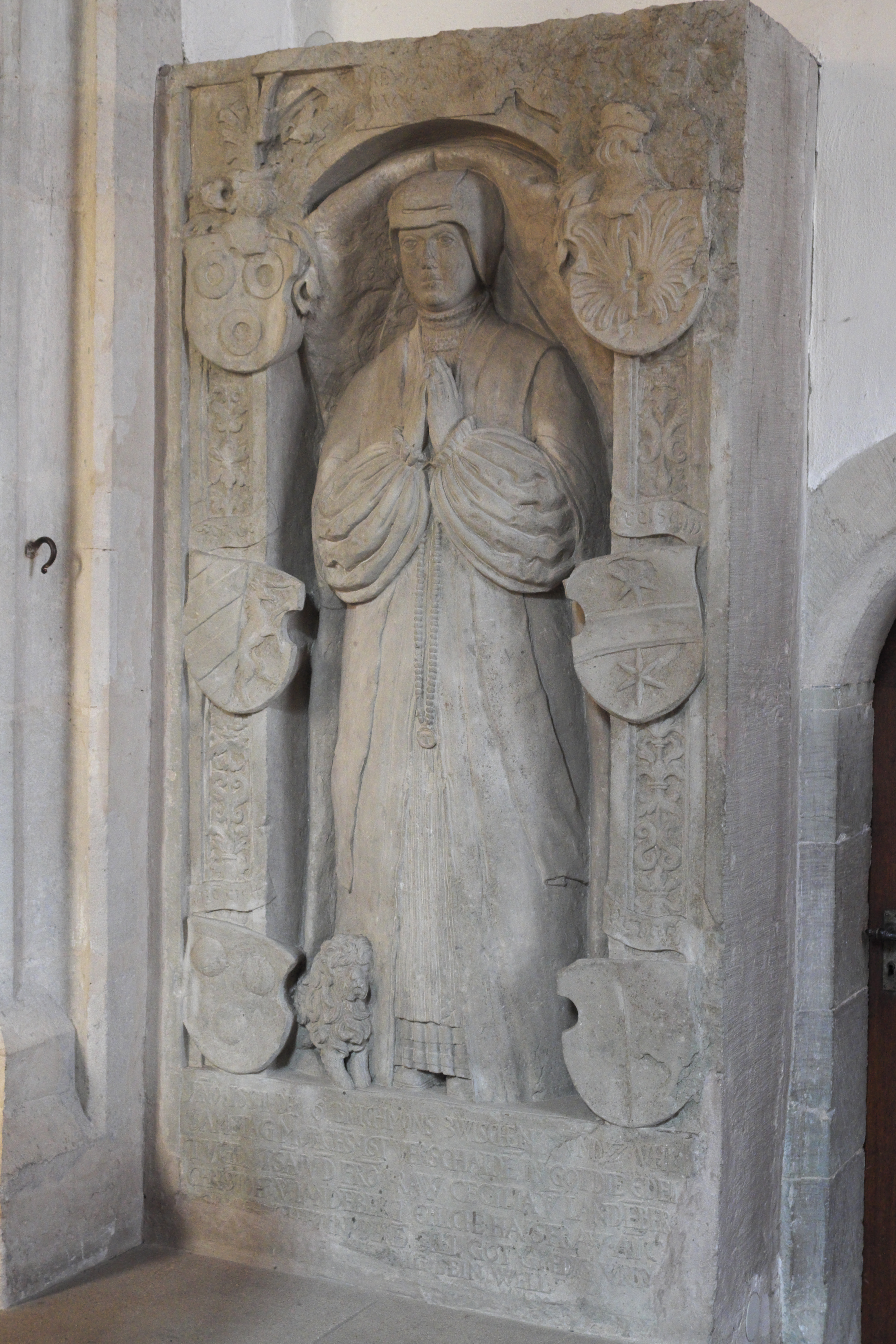
Grabstein von Cäcilia von Breitenlandenberg († 1551)
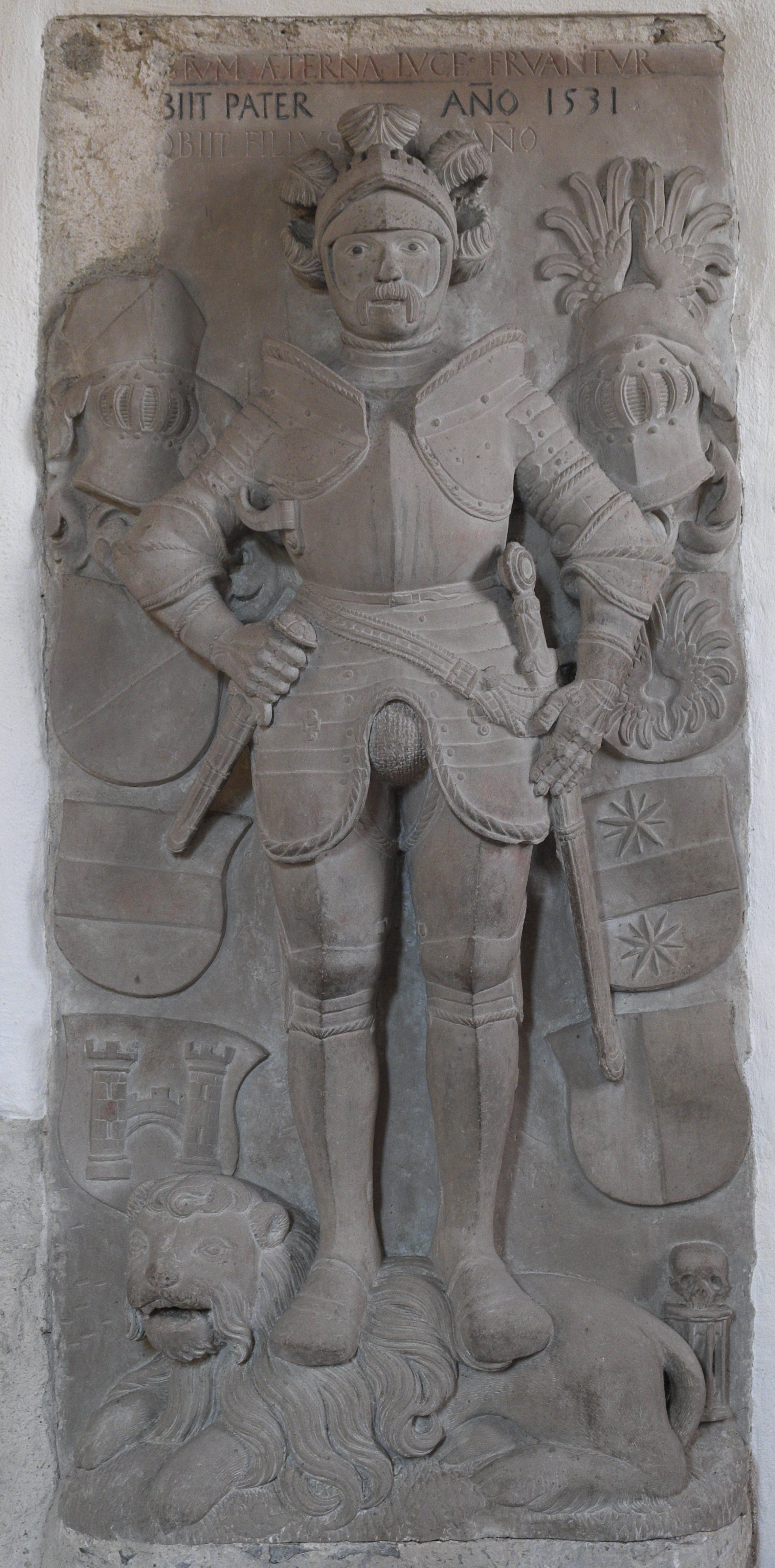
Grabstein von Hans Konrad von Frauenberg (1547–1574)
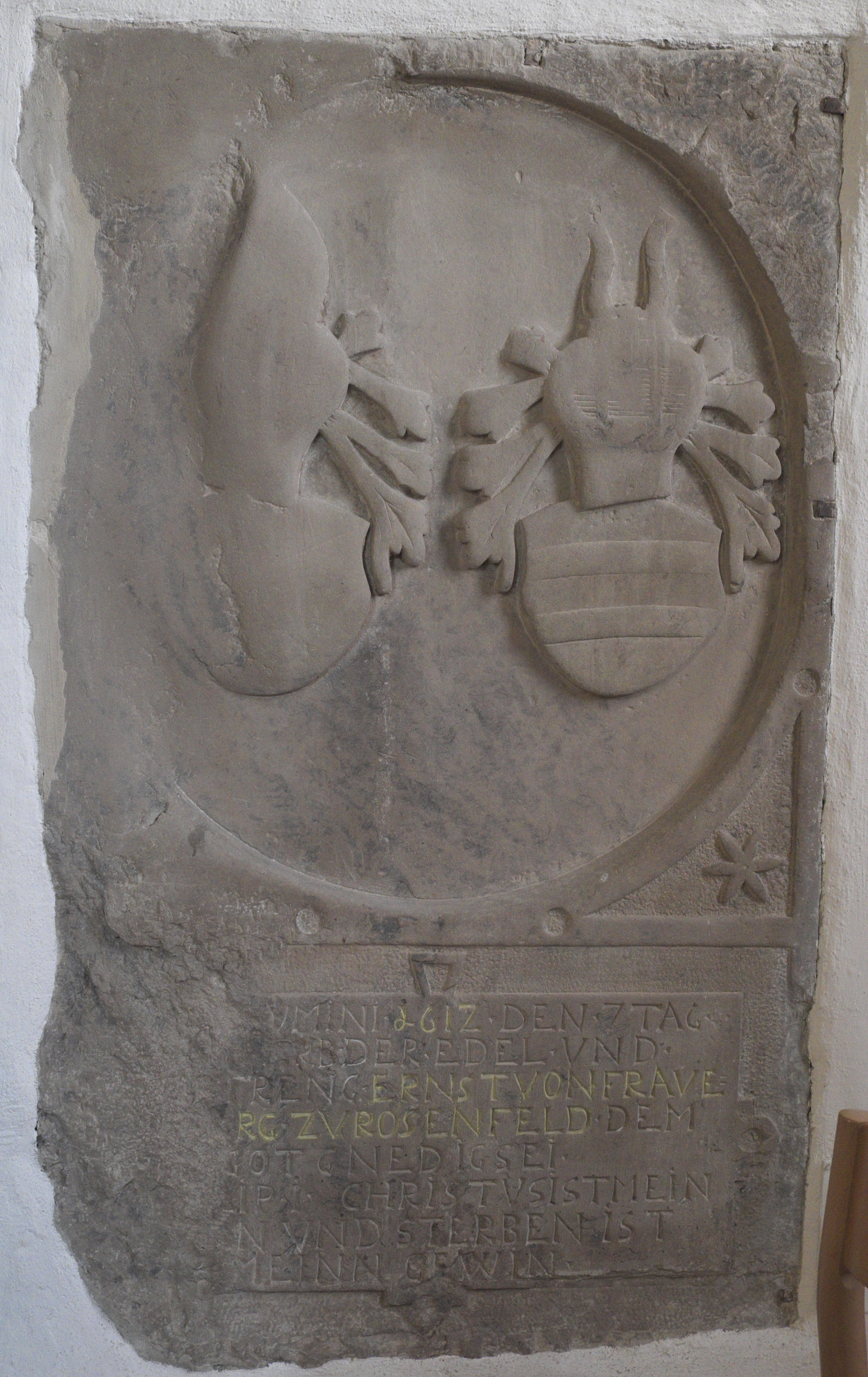
Grabstein von Ernst von Frauenberg († 1612)